# ストリート・スウィーパー・ソーシャル・クラブ
ストリート・スウィーパー・ソシアル・クラブ（Street Sweeper Social Club）は、レイジ・アゲインスト・ザ・マシーン、元オーディオスレイヴのトム・モレロによって、2006年に結成されたロックバンド。
2009年6月に、デビュー・アルバム『ストリート・スウィーパー・ソシアル・クラブ』を発表。"SSSC"としては、2009年のフジロック・フェスティバルで初来日公演を行った。

## メンバー
- トム・モレロ（Tom Morello, 1964年5月30日 - ）（Guitar、Bass）
- ブーツ・ライリー (Boots Riley）（Vocal）

## サポート・メンバー
- カール・レスティヴォ（Carl Restivo）（Bass）
- スタントン・ムーア（Stanton Moore）（Dr.）

ニューオーリンズを拠点として活動を行っているファンク・ロック・ジャム・バンド、ギャラクティックのドラマー。

## ディスコグラフィ
- ストリート・スウィーパー・ソシアル・クラブ  (Street Sweeper Social Club) (2009)
- ザ・ゲット・ブラッスター EP  (The Ghetto Blaster EP) (2010)